# Manfred Curbach
Manfred Curbach (Dortmund, 28 settembre 1956) è un ingegnere e docente tedesco; specializzato nel campo civile, è un ricercatore leader nello sviluppo del calcestruzzo fibrorinforzato e del cemento rinforzato con fibre di carbonio, rispettivamente.

## Biografia e carriera accademica
Manfred Curbach ottenuto il diploma superiore nel giugno 1976 alla Albert Einstein High School di Dortmund. Dal 1977 al 1982 ha studiato Ingegneria Civile presso l'Università Tecnica di Dortmund, specializzandosi in ingegneria strutturale. Nel 1980 è stato ammesso alla Studienstiftung des Deutschen Volkes (Fondazione tedesca per le borse di studio accademiche). Dopo la laurea, ha vinto la borsa di studio per lavorare con David. P. Billington presso l'Università di Princeton (USA) facendo ricerca su “Costruzione di ponti negli Stati Uniti” e “Robert Maillart”.
Dal 1982 al 1988 Manfred Curbach è stato ricercatore associato di Josef Eibl, prima all'Università di Dortmund e successivamente all'Università di Karlsruhe, dove ha conseguito il dottorato nel 1987. Nel 1988 si è trasferito nello studio di ingegneria Köhler + Seitz come project manager, dove è stato socio dal 1994 al 2004.
Dall'agosto 1994 Manfred Curbach ottiene la cattedra in “Strutture di calcestruzzo” presso l´Università Tecnica di Dresda, che è ancora il suo principale campo di attività. Dal 1997 è ingegnere di collaudo per la progettazione strutturale con specializzazione in strutture di calcestruzzo, e dal 2005 è partner del nuovo studio di progettazione di ingegneria Curbach Bösche, Dresden. Nel dicembre 2014 è stata fondata la società CarboCon GmbH, specializzata nella concezione, progettazione, calcolo e costruzione con calcestruzzo fibrorinforzato. Curbach è uno dei tre soci fondatori.

## Ricerca

### Calcestruzzo fibrorinforzato / rinforzato con fibre di carbonio
Manfred Curbach lavora nella ricerca fondamentale e nella ricerca orientata all'applicazione sullo sviluppo del calcestruzzo fibrorinforzato e del cemento rinforzato con fibre di carbonio dalla concezione alla realizzazione. Dal 1999 al 2011 Curbach è stato portavoce del Collaborative Research Center 528 "Fibre e tessile per rinforzo strutturale e riparazione". In questo programma di ricerca, il nuovo cemento composito tessile è stato sviluppato in fibre ad alta prestazione e calcestruzzo ad alta resistenza (fatto di materiali diversi come vetro resistente in condizioni alcaline, e successivamente fibre di carbonio) e studiato nei primi progetti pilota in cooperazione con diverse aziende, e poi application nel settore delle costruzioni.
Curbach è il leader del consorzio in uno dei dieci progetti, che sono finanziati dal progetto BMBF Zwanzig20 con un massimo di 45 milioni di euro. Il consorzio C³ - Carbon Concrete Composite punta a introdurre un design completamente nuovo con calcestruzzo rinforzato con fibra di carbonio ("CarbonBeton").
Ulteriori argomenti di ricerca sono il comportamento dei calcestruzzi nei carichi multiassiali o ad alte velocità di carico.

### Urto
Manfred Curbach lavora quindi sul tema della dinamiche ad alta velocità / impatto per strutture di cemento e calcestruzzo e ha stabilito un centro di competenza riconosciuto a livello mondiale su questo argomento.

### Multiassiali
Curbach ha prodotto risultati significativi sul carico multiassiale di calcestruzzo, in particolare il calcestruzzo ad altissima resistenza, e ha creato un gruppo di ricerca su questo argomento molto impegnato a livello teorico e sperimentale.

### Ponti
Con l'organizzazione del simposio annuale per la costruzione di ponti, Curbach è riuscito a stabilire un centro nazionale e internazionale e un punto d'incontro per gli ingegneri edili di ponti. Questo simposio, così come la progettazione, il calcolo e la costruzione di grandi ponti, ha avuto un effetto duraturo sui metodi di costruzione di ponti.

### Storia delle costruzioni in cemento
Grazie alla ricerca della storia nazionale e internazionale delle costruzioni in calcestruzzo, la comunità mondiale di ingegneri civili aumenta la consapevolezza della propria storia.

## Appartenenze
Dal 1999 Manfred Curbach è membro del comitato consultivo scientifico della rivista “Calcestruzzo e Calcestruzzo armato”. Dal 2010 è a capo della delegazione tedesca dell'International Concrete Association e dal febbraio 2012 fa parte del comitato di revisione della German Research Foundation (DFG) (Fondazione tedesca per la ricerca). È membro del comitato esecutivo e del comitato consultivo del comitato tedesco per il cemento armato (DAfStb), dove è stato presidente del comitato esecutivo dal 2004 al 2012. Dal 2002 al 2008 è stato presidente del consiglio direttivo della VDI Society Construction Technology (Associazione degli ingegneri tedeschi - Divisione ingegneria delle costruzioni). Curbach è membro del comitato consultivo scientifico del Federal Waterways Engineering and Research Institute (BAW) dal 2011 ed è presidente dal 2015.
Curbach è anche a capo del Task Group per il cemento armato fibrorinforzato e del gruppo di lavoro per la storia delle costruzioni in calcestruzzo per la Fib (Federazione Internazionale del Cemento).

## Riconoscimenti
Il 15 novembre 2011 Manfred Curbach ha ricevuto un dottorato ad honorem dall'Università di Kaiserslautern per i suoi eccezionali risultati in ingegneria strutturale e i suoi servizi.

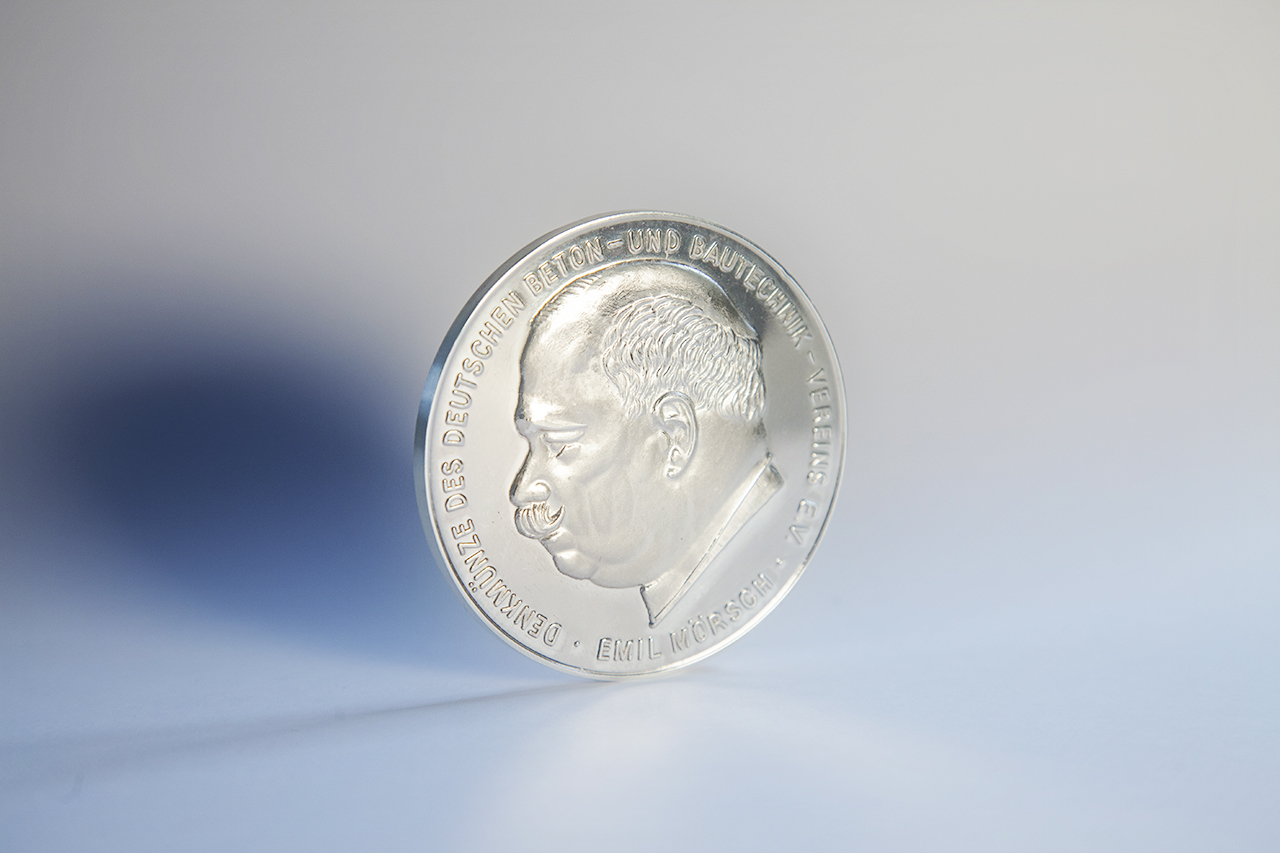
Moneta commemorativa di Emil Mörsch

Dal giugno 2013, Curbach è membro dell'Accademia Nazionale delle Scienze Leopoldina. Nel 2017 gli è stato conferito l'onore di tenere la famosa conferenza di Natale della Leopoldina. Nel mese di settembre 2014, la VDI-Gesellschaft - Costruzioni (VDI Associazione - Divisione Ingegneria Civile e costruzione) ha premiato Manfred Curbach alla sua convention annuale Wolfgang-Zerna con la medaglia d´onore per "altissimi meriti nel campo della tecnologia delle costruzioni".
Nel 2016 Curbach è stato eletto all'Accademia delle scienze sassone (Saxon Academy of Sciences).

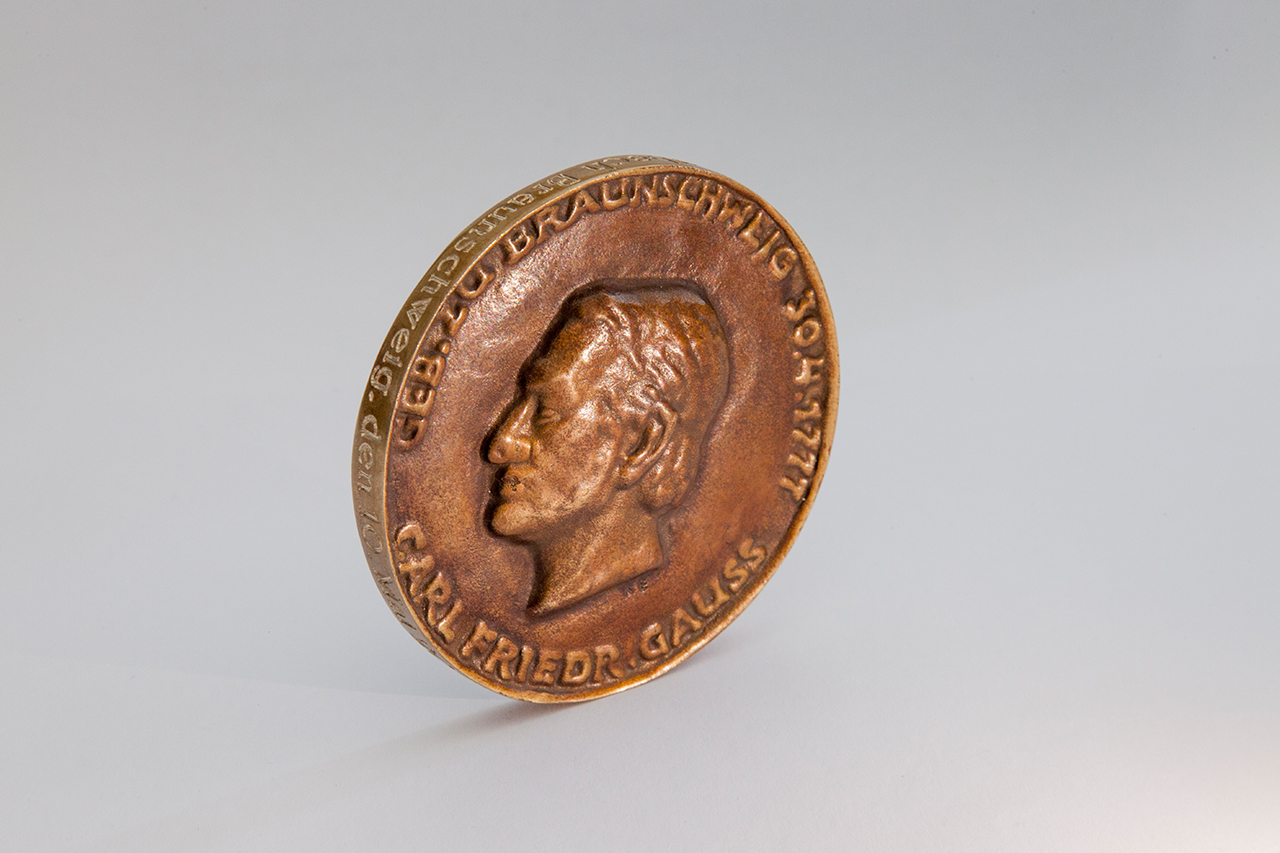
Medaglia Carl Friedrich Gauss della Società scientifica di Braunschweig

Nel 2016 Manfred Curbach ha ricevuto il German Future Award insieme a Chokri Cherif e Peter Offermann, assegnato dal presidente federale tedesco.
Nell'ambito della Giornata della Camera degli Ingegneri della Sassonia, gli è stata conferita nel novembre 2018 la Medaglia Wackerbarth per il suo riconosciuto lavoro scientifico e per il suo impegno nel Dresdner Brückenbausymposium (simposio sulla costruzione di ponti), riconosciuto a livello internazionale.
In occasione della giornata della tecnologia edile nel 2019 a Stoccarda, Manfred Curbach ha ricevuto l'Emil-Mörsch-Denkmünze, donato dall'Associazione tedesca per il calcestruzzo e la tecnologia delle costruzioni (Deutscher Beton- und Bautechnik-Verein E.V.)
Curbach otterrá la medaglia Carl-Friedrich-Gauss nel 2019. Dal dicembre 2019, Manfred Curbach è membro corrispondente della classe di Scienze ingegneristiche della Società scientifica di Braunschweig. Sempre nel dicembre 2019, Manfred Curbach è diventato membro a pieno titolo di acatech - l'Accademia tedesca della scienza e dell'ingegneria.

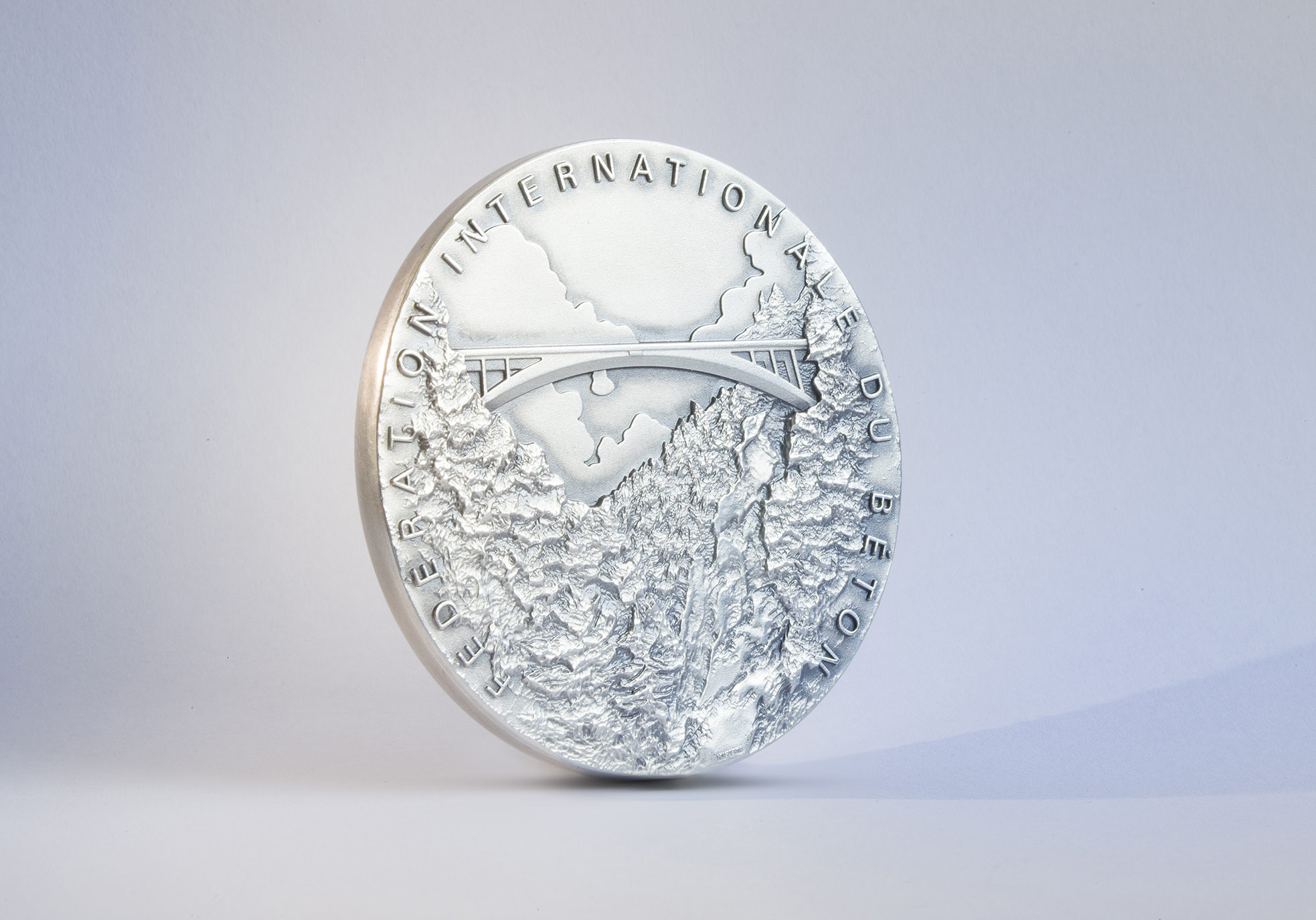
La foto mostra una fotografia della "Medaglia al merito delle fibre" della Fédération internationale du béton

Il 4 ottobre 2021, la TU di Dresda ha premiato i membri che hanno reso servizi eccezionali e risultati individuali speciali per il bene dell'università. Curbach ha ricevuto un Distintivo d'Onore d'oro per il suo lavoro pionieristico nel campo del cemento tessile e del carbonio e per il successo del suo mandato nel Prorettorato allo Sviluppo Universitario della TUD.
Nel febbraio 2022, Curbach è stato eletto fib-Fellow 2022 come uno dei 10 membri fib che appartengono alla fib - Fédération internationale du béton (Federazione internazionale del calcestruzzo) da almeno 10 anni, che ne rappresentano i valori e che hanno reso attivamente servizi eccellenti alle costruzioni in calcestruzzo - nell'insegnamento, nella ricerca, nella progettazione e nella costruzione. Nel maggio 2023, Curbach è stato insignito della Medaglia al merito dalla fib - Fédération internationale du béton in riconoscimento dei suoi eccezionali contributi.

## Opere
- Donaubrücke Fischerdorf (1988)
- Spessartbrücke, Straßenbrücke über den Main bei Wertheim (1989–1990)
- Mainbrücke Retzbach-Zellingen (1990–1991)
- Neckarbrücken im Zuge des Neubaus der B 312 zwischen B 10 und B 14/29 in Stuttgart (1992–1993)
- Mainbrücke Oberndorf im Zuge der Autobahn A 70 (1993)
- Saalebrücke Rudolphstein
- Textilbetonbrücken in Oschatz (2005) und Kempten (2007)

## Pubblicazioni
- Sebastian May, Harald Michler, Frank Schladitz e Manfred Curbach, Lightweight ceiling system made of carbon reinforced concrete, in Structural Concrete, Wiley, 10 aprile 2018, DOI:10.1002/suco.201700224, ISSN 1464-4177 (WC · ACNP).
- Michael Frenzel e Manfred Curbach, Shear strength of concrete interfaces with infra-lightweight and foam concrete, in Structural Concrete, vol. 19, n. 1, Wiley, 26 ottobre 2017,  pp. 269-283, DOI:10.1002/suco.201700015, ISSN 1464-4177 (WC · ACNP).
- Josef Hegger, Manfred Curbach, Alexander Stark, Sebastian Wilhelm e Kristina Farwig, Innovative design concepts: Application of textile reinforced concrete to shell structures, in Structural Concrete, vol. 19, n. 3, Wiley, 23 novembre 2017,  pp. 637-646, DOI:10.1002/suco.201700157, ISSN 1464-4177 (WC · ACNP).
- Matthias Quast e Manfred Curbach, Concrete under biaxial dynamic compressive loading, in Procedia Engineering, vol. 210, Elsevier BV, 2017,  pp. 24-31, DOI:10.1016/j.proeng.2017.11.044, ISSN 1877-7058 (WC · ACNP).
- Angela Schmidt e Manfred Curbach, Design optimization to increase the (buckling) stability of concrete columns, in Structural Concrete, vol. 18, n. 5, Wiley, 23 marzo 2017,  pp. 680-692, DOI:10.1002/suco.201600183, ISSN 1464-4177 (WC · ACNP).
- Sebastian Wilhelm e Manfred Curbach, Experimental and nonlinear numerical analysis of underwater housings for the deep sea, made of ultra-high performance concrete, in Structural Concrete, vol. 18, n. 1, Wiley, 2017,  pp. 216-224, DOI:10.1002/suco.201600018, ISSN 1464-4177 (WC · ACNP).
- Robert Zobel e Manfred Curbach, Numerical study of reinforced and prestressed concrete components under biaxial tensile stresses, in Structural Concrete, vol. 18, n. 2, Wiley, 23 febbraio 2017,  pp. 356-365, DOI:10.1002/suco.201600077, ISSN 1464-4177 (WC · ACNP).
- P. Máca, E. Panteki e M. Curbach, Bond stress-slip behaviour of concrete and steel under high-loading rates, in International Journal of Computational Methods and Experimental Measurements, vol. 4, n. 3, WITPRESS LTD., 20 luglio 2016,  pp. 221-230, DOI:10.2495/cmem-v4-n3-221-230, ISSN 2046-0546 (WC · ACNP).
- Robert Ritter e Manfred Curbach, Shape of Hypersurface of Concrete under Multiaxial Loading, in ACI Materials Journal, vol. 113, n. 1, American Concrete Institute, 2016, DOI:10.14359/51688182, ISSN 0889-325X (WC · ACNP).
- Birgit Beckmann, Kai Schicktanz, Dirk Reischl e Manfred Curbach, DEM simulation of concrete fracture and crack evolution, in Structural Concrete, vol. 13, n. 4, Wiley, 2012,  pp. 213-220, DOI:10.1002/suco.201100036, ISSN 1464-4177 (WC · ACNP).

### Pubblicazioni per il DAfStb
- Manfred Curbach, Silke Scheerer, Kerstin Speck, Torsten Hampel: Experimentelle Analyse des Tragverhaltens von Hochleistungsbeton unter mehraxialer Beanspruchung. Heft 578, 2011.
- Manfred Curbach, Kerstin Speck: Konzentrierte Lasteinleitung in dünnwandige Bauteile aus textilbewehrtem Beton. Heft 571, 2008.
- Manfred Curbach, Kerstin Speck: Mehraxiale Festigkeit von duktilem Hochleistungsbeton. Heft 524, 2002.
- Manfred Curbach u. a.: Sachstandsbericht zum Einsatz von Textilien im Massivbau. Heft 488, 1998.
- Manfred Curbach, Thomas Bösche: Verwendung von Bitumen als Gleitschicht im Massivbau. Heft 485.